# Hussein Houdrouge
Hussein Houdrouge, né le 26 juillet 1943 et mort le 28 septembre 2023 à Dakar, est un sportif pluridisciplinaire sénégalais de haut niveau, champion de judo, de natation et de moto-cross.

## Carrière
Hussein Houdrouge remporte la médaille d'argent dans la catégorie des poids lourds, perdant en finale contre le Tunisien Mohamed Hachicha, ainsi qu'une médaille d'or toutes catégories aux championnats d'Afrique de judo 1968 à Tunis.